# Alcea froloviana
Alcea froloviana là một loài thực vật có hoa trong họ Cẩm quỳ. Loài này được (Litw.) Iljin mô tả khoa học đầu tiên năm 1949.